# NÖLB 20–21
Die NÖLB 20–21 waren zwei Dampftriebwagen der Niederösterreichischen Landesbahnen (NÖLB).
Die NÖLB beschaffte 1903 gleichzeitig mit den Schmalspur-Dampftriebwagen 1–3 auch diese zwei normalspurigen Dampftriebwagen. Die Fahrzeuge hatten die Achsformel A1, die Kessel entsprachen der Ursprungsbauart von Komarek, der Waggonkasten wurde von Ringhoffer in Prag-Smichov gefertigt. Die Fahrzeuge hatten einen Dampftrockner. Die Treibachse war im Außenrahmen gelagert.
Bei den Abnahmefahrten beförderte eines der beiden Fahrzeuge 26 t Anhängelast (ein Dienstwagen, zwei Personenwagen, drei Kohlenwagen) über die 18,6 ‰ steile und 1.040 m lange Rampe vor Gaunersdorf mit immerhin 27,4 km/h.
Einer der Triebwagen verkehrte auf der Strecke Siebenbrunn–Orth an der Donau, der andere zwischen Gänserndorf und Gaunersdorf, das später in Gaweinstal umbenannt wurde.
Da man wie bei den schmalspurigen Triebwagen 1–3 nicht mit den Kesseln zufrieden war, wurden beide Fahrzeuge 1918 verkauft.